# Етна (Вайомінг)
Етна (англ. Etna) — переписна місцевість (CDP) в США, в окрузі Лінкольн штату Вайомінг. Населення — 185 осіб (2020).

## Географія
Етна розташована за координатами 43°2′0″ пн. ш. 111°0′47″ зх. д. / 43.03333° пн. ш. 111.01306° зх. д. (43.033434, -111.012948).  За даними Бюро перепису населення США в 2010 році переписна місцевість мала площу 5,10 км², уся площа — суходіл.

## Демографія
Згідно з переписом 2010 року, у переписній місцевості мешкали 164 особи в 57 домогосподарствах у складі 35 родин. Густота населення становила 32 особи/км².  Було 71 помешкання (14/км²).
Расовий склад населення:
| - 91,5 % — білих - 1,2 % — корінних американців - 6,1 % — осіб інших рас |

До двох чи більше рас належало 1,2 %. Частка іспаномовних становила 7,3 % від усіх жителів.
За віковим діапазоном населення розподілялося таким чином: 35,4 % — особи молодші 18 років, 57,3 % — особи у віці 18—64 років, 7,3 % — особи у віці 65 років та старші. Медіана віку мешканця становила 29,0 року. На 100 осіб жіночої статі у переписній місцевості припадало 88,5 чоловіків;  на 100 жінок у віці від 18 років та старших — 100,0 чоловіків також старших 18 років.
Середній дохід на одне домашнє господарство  становив 116 077 доларів США (медіана — 71 411), а середній дохід на одну сім'ю — 116 077 доларів (медіана — 71 411). 
Цивільне працевлаштоване населення становило 168 осіб. Основні галузі зайнятості: роздрібна торгівля — 42,9 %, освіта, охорона здоров'я та соціальна допомога — 36,9 %, сільське господарство, лісництво, риболовля — 20,2 %.